# Particule α

Une particule α.

Les particules alpha (ou rayons alpha) sont une forme de rayonnement émis, principalement, par des noyaux instables de grande masse atomique. Elles sont constituées de deux protons et deux neutrons combinés en une particule identique au noyau d'hélium 4; elles peuvent donc s'écrire 4He2+. La masse d'une particule alpha est de 6,644 657 × 10−27 kg, ce qui équivaut à une énergie de masse de 3,727 38 GeV.

## Sources de particules alpha

### Désintégration alpha

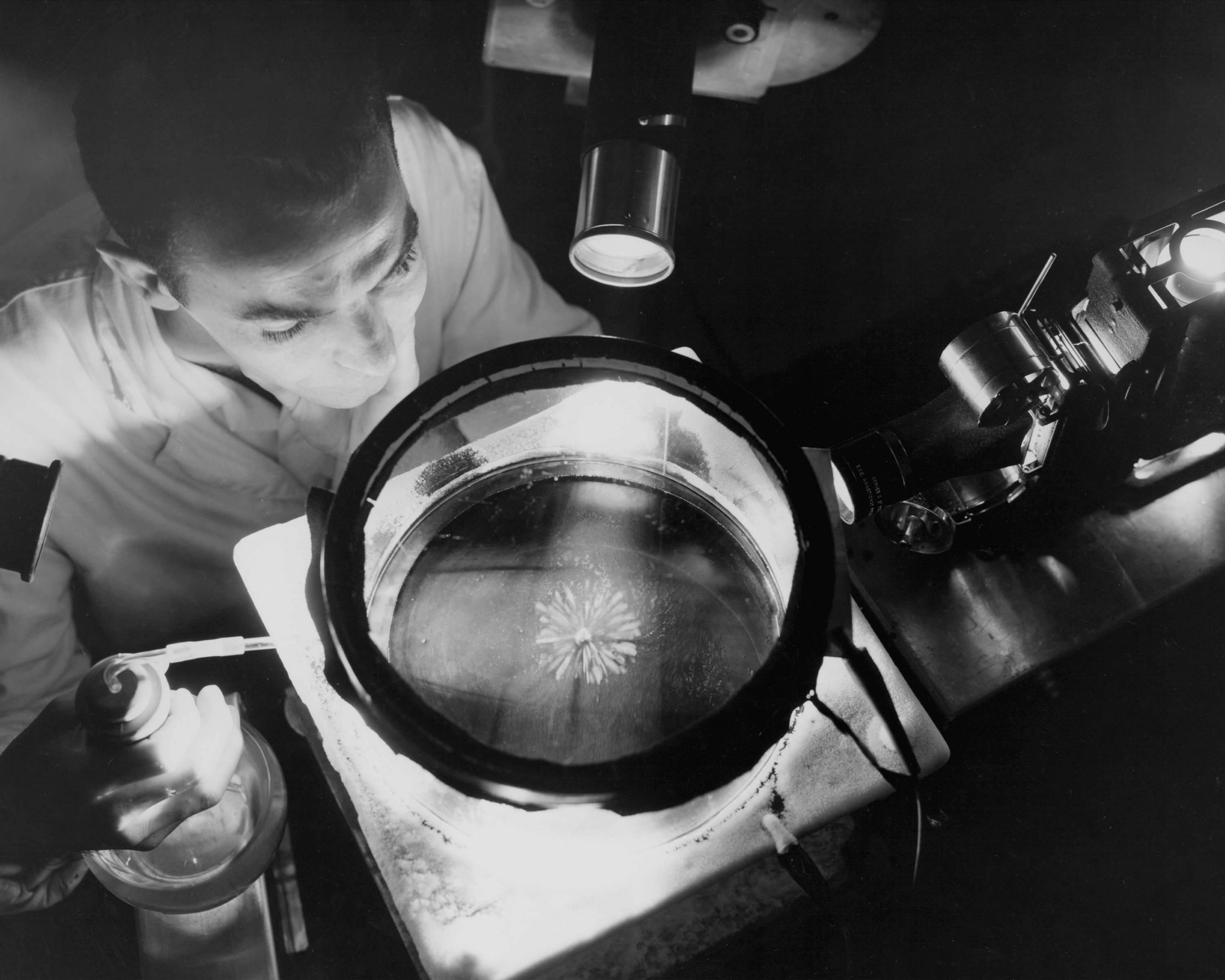
Un physicien étudiant des particules alpha dans une chambre à brouillard provenant d'un échantillon de polonium.

Les particules alpha sont émises par des noyaux radioactifs, comme l'uranium ou le radium, par l'intermédiaire du processus de désintégration alpha. Ce processus laisse parfois le noyau dans un état excité ; l'émission d'un rayon gamma permet au noyau d'évacuer cet excès d'énergie et de retourner à l'état fondamental.
Au contraire de la désintégration bêta, la désintégration alpha est soumise à la force nucléaire forte et est caractéristique des noyaux lourds (de masse atomique supérieure à 200). Dans le cadre de la mécanique classique, les particules alpha ne possèdent pas assez d'énergie pour échapper à l'attraction du noyau, mais l'effet tunnel leur permet de le faire. Lorsqu'une particule alpha est émise, la masse atomique d'un élément diminue d'environ 4,001 5 unités de masse atomique, du fait de la perte de quatre nucléons. Ayant perdu deux protons, l'atome considéré voit son nombre atomique diminuer de deux, se transformant en un nouvel élément. Un exemple est la transformation du radium en gaz radon par désintégration alpha.

### Fission ternaire
Des particules alpha sont produites dans le processus de fission nucléaire relativement rare de fission ternaire. Dans ce processus, trois particules chargées sont produites au lieu de deux. La plus petite de ces  particules produites est le plus souvent (environ 90 % des cas) une particule alpha.

### Accélérateurs
Des noyaux d'hélium peuvent être produits par des cyclotrons, des synchrotrons et d'autres accélérateurs de particules.

### Réactions dans le noyau stellaire
Les noyaux d'hélium peuvent participer à des réactions nucléaires dans les étoiles. Ces réactions ont été occasionnellement et historiquement appelées des réactions alpha (voir par exemple réaction triple alpha).

### Rayons cosmiques
Les particules alpha sont des composants du rayonnement cosmique. Ainsi, environ 13 % des rayons cosmiques galactiques d'énergie supérieure à un gigaélectronvolt sont constitués de particules alpha.

## Énergie et absorption

Les différents genres de radiation ionisante et leur capacité à pénétrer la matière. Les particules alpha sont arrêtées par une simple feuille de papier tandis que les particules bêta sont stoppées par une feuille d'aluminium de quelques mm d'épaisseur. Le rayonnement gamma quant à lui, très pénétrant est amorti quand il pénètre de la matière dense. Les rayons gamma peuvent être arrêtés avec quatre mètres de béton.

L'énergie d'une particule alpha est variable, les plus gros noyaux émettant des particules de plus haute énergie ; la plupart des particules alpha possèdent une énergie comprise entre 3 et 7 MeV. Ceci représente une quantité d'énergie relativement élevée pour une seule particule, mais leur masse importante implique que les particules alpha ont une vitesse plus faible (typiquement, une énergie cinétique de 5 MeV donne une vitesse de 15 000 km/s pour la particule) que les autres types de radiations courantes (particules bêta, rayonnement gamma, neutrons, etc.).
Du fait de leur masse et de leur charge importantes, les particules alpha sont facilement absorbées par la matière et ne peuvent parcourir que quelques centimètres dans l'air. Elles peuvent être arrêtées par une feuille de papier ou par la partie externe de la peau et ne sont donc, en général, pas dangereuses pour la santé – sauf si la source est inhalée ou ingérée. Si une source de rayonnement alpha pénètre dans le corps humain, elle est la forme de radiation la plus dangereuse, car c'est la plus ionisante, et des doses suffisamment fortes peuvent provoquer tous les symptômes d'empoisonnement radioactif. On estime que les dommages causés aux chromosomes par les particules alpha sont environ 100 fois plus importants que ceux provoqués par une autre radiation en quantité équivalente. Le polonium 210, émetteur de particules alpha, est suspecté de jouer un rôle dans les cancers du poumon et de la vessie liés au tabac.

## Utilisations
La plupart des détecteurs de fumée en environnement professionnel sont de technologie ionique et contiennent une faible quantité d'américium 241, émetteur de particules alpha. Cet isotope est extrêmement dangereux s'il est inhalé ou ingéré, mais le danger est minime si la source reste scellée. Les progrès de la technologie optique (basée sur une LED) tendent à les rendre obsolètes. Leur retrait complet, en France, est prévu en 2021 au plus tard.
Le fait que les particules alpha apparaissent naturellement et qu'elles possèdent une énergie suffisamment haute pour participer à une réaction nucléaire a permis, à travers leur étude, certaines avancées dans le domaine de la physique nucléaire. Le physicien Ernest Rutherford utilisa les particules alpha pour prouver que le modèle atomique de type « gâteau aux électrons » (« plum pudding ») était erroné (Voir Expérience de Rutherford).

## Particules alpha et erreurs de DRAM
Dans le domaine de l'informatique, certaines erreurs de DRAM étaient liées à l'émission de particules alpha dans les puces DRAM d'Intel datant de 1978. Cette découverte entraîna un contrôle strict des éléments radioactifs présents dans les matériaux semi-conducteurs et le problème fut considéré comme résolu.